# Cascadas del Río Dunn
Cascadas del Río Dunn (en inglés: Dunn's River Falls), o Las Chorreras, es una famosa cascada cerca de la localidad de Ocho Ríos, en el país caribeño de Jamaica y una importante atracción turística del área que atrae a miles de visitantes cada año.
Con alrededor de 600 pies (180 m) de alto, las caídas de agua son terrazas con escalones gigantes de las cuales algunas fueron intervenidos por el hombre. Varias pequeñas lagunas se intercalan entre las secciones verticales de las cataratas.
Subir las cascadas es una actividad turística popular y es, a menudo, pero no exclusivamente, realizada con la ayuda de los guías turísticos del parque.